# Herwig Ilegems
Herwig Ilegems (Turnhout, 4 augustus 1962) is een Vlaams acteur en regisseur. Door zijn rol als nieuwsgierige buurman Herman in de televisieserie Van vlees en bloed steeg in 2009 zijn bekendheid.

## Levensloop
Herwig Ilegems studeerde aan de Studio Herman Teirlinck en volgde een theaterloopbaan bij onder andere de gezelschappen Theater Theater, Het Toneelhuis, de Roovers, FC Bergman, VZW Bloet en Comp.Marius. Van 1998 tot 2002 baarde zijn medewerking aan De Smerige Trilogie aanzienlijke media-aandacht.. Hij speelde in tal van film en tv producties. Hij was regisseur en hoofdauteur van de canvasreeks Duts en speelde tevens de titelrol. Hij was co-auteur en regisseur van de fictiereeks Clinch. Hij is gastprofessor Drama aan het Koninklijk Conservatorium (AP) te Antwerpen.

## Privé
Herwig Ilegems is de oudere broer van actrice Bieke Ilegems en journalist Danny Ilegems. Hij is de partner van actrice Elke Dom.

## Overzicht

### Televisie

#### Hoofdrollen
- 2009 - Van vlees en bloed (Eén), als Herman
- 2010 - Duts (Canvas), als Walter Duts
- 2015-2018 - Professor T. (Eén), als hoofdinspecteur Paul Rabet
- 2022 - Twee Zomers (Eén), als Didier Verpoorten

#### Bij- en gastrollen
- 1992 - De Kotmadam (VTM), als Giovanni in de aflevering Giovanni
- 2001 - Raf en Ronny III (VTM), als Jezus
- 2008 - Flikken (Eén), als Lode Lootjens in de afleveringen Water en vuur 1 en Water en vuur 2
- 2010 - Zone Stad (VTM), als Lex in de aflevering De Gijzeling
- 2012 - Quiz Me Quick (PRIME Series / Eén), als stroper in de aflevering Het Paard van Parijs
- 2012 - Aspe (VTM), als Francis Steegmans in de aflevering Trauma
- 2013 - Met man en macht (VIER), als politicus van de partij Groen!
- 2014 - Vriendinnen (Eén), als Hubert Voets
- 2016 - Den elfde van den elfde (Eén), als burgemeester
- 2019 - Grenslanders (Eén), als Dennis Degeyn
- 2020 - GR5 (Eén), als Hoteluitbater in de 2de aflevering.
- 2020 - Nachtwacht, als de collector in de aflevering Rama, de collector
- 2023 - F*** You Very, Very Much, als Willy Verschaeren

### Films

#### Langspeelfilms
- 1992 - Kiekeboe: Het witte bloed, als Leon Van der Neffe
- 1993 - Close, als moordenaar
- 2004 - Ellektra, als Psylo
- 2007 - Nadine, als politieagent
- 2010 - Zot van A., als Jules
- 2011 - Groenten uit Balen, als Rik
- 2013 - Los Flamencos, als César Fleminckx
- 2014 - Halfweg, als Max
- 2014 - Labyrinthus, als meneer Arnolds
- 2014 - Plan Bart, als dokter
- 2014 - Bowling Balls, als Maurice
- 2015 - Wat mannen willen, als ambtenaar RVA

#### Korte films
- 1997 - Le petit bleu
- 2000 - Thread
- 2002 - Dju!
- 2004 - Gender
- 2006 - Droomtijd, als manager
- 2007 - Point Off U, als vader
- 2008 - Samaritan, als bebaarde man
- 2020 - Terug naar Zotteken Waes, als burgemeester
- 2023 - Head to Head

#### Stemmenwerk
- 2009 - Ice Age: Dawn of the Dinosaurs, als Buck
- 2016 - Ice Age: Collision Course, als Buck

- Gemeinsame Normdatei: 1062410777
- International Standard Name Identifier: 0000 0004 5311 3631
- MusicBrainz: 92707bd0-221e-496e-8362-e7a19e0980f8
- Virtual International Authority File: 311717413
- WorldCat: E39PBJbRkBpP7b4DQM4gRk4Xh3